# 藤舎呂船
藤舎 呂船（とうしゃ ろせん）は、長唄・藤舎流・囃子方の家元の名跡。
初代の呂船は東流二弦琴の創始者でもあり、家元としては同じ「ろせん」と読む「藤舎 蘆船（芦船）」と号したが、没後に長唄家元と二弦琴家元は分離したため、現在の両家元には直接の関係はない。

## 4代目
4代目 藤舎 呂船（よだいめ とうしゃ ろせん、1909年（明治42年）2月5日 - 1977年10月20日）、本名は中川 泰治郎（なかがわ たいじろう）。
京都の生まれ、7代目望月太左衛門の長女・5代目呂船の夫。9代目望月太左衛門に師事し、2代目望月太意次郎から戦後に藤舎家を再興させ、4代目呂船となり藤舎流初世家元になる

## 5代目
5代目 藤舎 呂船（ごだいめ とうしゃ ろせん、1913年（大正2年）2月26日 - 1999年（平成11年）6月30日 ）、本名は中川 せい子（なかがわ せいこ、旧姓：安部）。
東京の生まれ、4代目の妻。1978年に5代目呂船を襲名し2世家元になる。
藤舎せい子として著名。
兄弟に上から兄に9代目太左衛門、3代目堅田喜惣治、10代目太左衛門、5代目藤舎呂船、妹に望月初子。
実子に今藤政太郎。

## 6代目
6代目 藤舎 呂船（ろくだいめ とうしゃ ろせん、1944年（昭和19年）9月20日 - ）、本名は橘 利明（たちばな としあき）。
京都の生まれ、4代目の三男。1954年に利明、1967年に東京芸術大学邦楽部卒業。1968年に成敏、1986年に先代5代目から譲られ6代目呂船を襲名し3世目家元になる。今藤由之助も名乗る。2024年、旭日双光章受章。